# Jacek Dehnel
Jacek Maria Dehnel (* 1. května 1980, Gdaňsk) je polský spisovatel a překladatel.

## Život a dílo
Vystudoval polonistiku na Varšavské univerzitě. Jeho literární prvotinou bylo dílo Kolekcja, avšak úspěch mu přinesla až roku 2006 vydaná Lala. Na televizní stanici TVP1 uváděl kulturní pořad Łossskot. Byl spoluautorem scénáře k filmu S láskou Vincent (2017), inspirovanému životem a dílem Vincenta van Gogha.
Je homosexuál, jeho životním partnerem je amerikanista Piotr Tarczyński. Žijí spolu v Berlíně. V roce 2019 vystoupil z katolické církve na protest proti jejím netolerantním politickým postojům a proti zatajování případů pohlavního zneužívání.
Je držitelem medaile Zasłużony Kulturze Gloria Artis.

### České překlady zpolštiny
- Lala (orig. 'Lala', 2006)[5]. 1. vyd. Brno: Větrné mlýny, 2015. 420 S. Překlad: Michael Alexa
- Saturn (orig. 'Saturn. Czarne obrazy z życia mężczyzn z rodziny Goya', 2011). 1. vyd. Praha: Vyšehrad, 2021. 232 S. Překlad: Michael Alexa